# 체르노보그

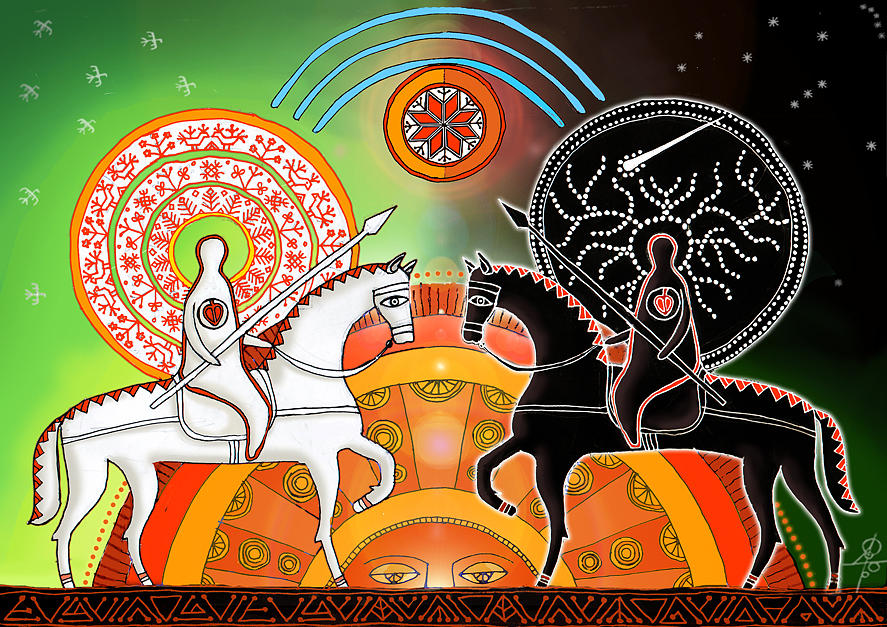
체르노보그와 벨로보그 사이의 대립을 묘사한 현대 예술 작품.

체르노보그(Чернобог, Chernobog)는 슬라브 신화의 죽음의 신이며, 그 이름은 「검은 신」을 의미한다. 그 이름으로부터 밤이나 어둠, 파괴와 죽음, 저승의 신·악신으로서 파악할 수 있는 것이 많기는 하지만, 그 본래의 성격에 대해서는 불명하다. 신화에 의하면 지하 세계인 '나비'에 살고 있다고 한다. 죽음을 다루는 것 때문인지 거대한 낫을 들고 있는 것으로 표현되는 경우도 있으며, 대체로 검은 옷을 입은 노인이나 해골로 묘사된다. 흰색이나 빛을 맡는 선신 벨로보그와 대립 관계에 있으며, 슬라브의 제지방에 전해지는 창세 신화에는 벨로보그와 체르노보그가 협력해 물밑의 진흙으로부터 세계를 만들어냈다. 그 후, 체르노보그는 벨로보그와 대립하며 투쟁한 끝에 지상에 떨어졌다고 여겨져 사악한 정령으로 바뀌었다고 전해진다.
무소륵스키에 의한 「민둥산의 하룻밤」에서도 체르노보그가 등장하고 있지만, 작중에서는 악신으로서의 성질은 엷다. 러시아, 벨라루스, 우크라이나 등의 동슬라브족 문화권에서는 상대를 매도하는 표현으로서 「체르노보그에게 죽어 버려라」라는 것이 남아 있다.